# Rat de laboratoire
On appelle « rat de laboratoire » un rat issu d’une souche ou d'une lignée sélectionnée, élevée et reproduite à la demande des établissements d'expérimentation animale, ou parfois pour les leçons d'anatomie et de dissection.
Les rats étant bien plus faciles à élever que les singes (plus proches génétiquement de l'espèce humaine), ils sont devenus l'une des espèces les plus utilisées pour l'expérimentation animale. Après les souris, les rats forment l'espèce de mammifère la plus fréquemment utilisée en expérimentation animale (entre 2015 et 2020, les rats comptent pour environ 9 % du nombre total de vertébrés utilisés dans des procédures expérimentales en France et dans l'Union européenne). Leur utilisation, comme celle d'autres animaux, fait cependant l'objet de controverses depuis le 19e siècle.
Toutes les souches de laboratoire ont été produites par sélection à partir de reproducteurs choisis par les éleveurs au sein d'élevages de Rat brun, dont les premiers individus provenaient de l'espèce sauvage Rattus norvegicus.
Le rats albinos et la plupart des autres rats familiers sont des descendants de rats utilisés en laboratoire[réf. nécessaire].

## Génomique du rat
(janvier 2023).

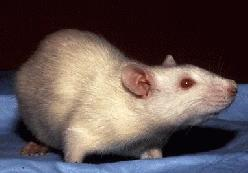
Un rat albinos

Le rat (Rattus norvegicus) est le troisième  mammifère dont le séquençage du génome a été entrepris (juste après celui de la souris et de l'espèce humaine, et avant celui du chien). La souche choisie pour le séquençage a été une souche « BN rat » (BN/SsNHsd) provenant du Medical College of Wisconsin (en) (MCW) à partir d'une lignée « Harlan Sprague Dawley » et la plus grande partie du génome analysé provient de deux femelles, sauf quelques éléments et le séquençage du chromosome Y provenant d'un mâle.
Le génome du rat (ADN double brin linéaire, d'environ 2,75 milliards de paires de bases) est plus petit que celui de l'humain (2,9 milliards), mais plus grand que celui de la souris (2,6 milliards) avec lesquels il partage un certain nombre de gènes. Ce génome comprend environ 2,7 milliards de paires de bases organisées en 21 chromosomes. En 2004, il était séquencé à 90 %, permettant de supposer qu'environ 90 % des gènes du rat trouvent un équivalent dans l'ADN humain. Ce travail s'est fait avec l'aide du National Human Genome Research Institute (NHGRI). De plus, selon le consortium qui étudie ce génome, Rat Genome Sequencing project Consortium, tous les gènes humains connus pour être associés à des maladies ont des équivalents dans le génome du rat,.
Selon ce consortium, malgré un génome de taille différente, « le génome du rat, de la souris et celui du génome humain codent le même nombre de gènes. La majorité ont persisté sans délétion ni duplication depuis le dernier ancêtre commun. Les structures introniques sont bien conservées. »

### Quelques spécificités génétiques du rat
- Certains gènes du rat n'existent pas chez la souris ; Ils proviendraient de l'expansion - au cours de l'évolution - de certaines familles de gènes (dont des gènes produisant des phéromones, ou impliqués dans l'immunité, la chemosensation, la désintoxication ou la protéolyse)[5] ;
- Le rat dispose de gènes homologues (et plus précisément « orthologues ») de presque tous les gènes humains associés à des maladies connues chez l'espèce humaine, mais avec des différences dans leurs taux de substitution synonyme par rapport aux autres gènes[8],[5] ;
- Environ 3 % du génome du rat est constitué de segments largement dupliqués ; ce taux est intermédiaire entre celui qui a été mesuré chez la souris (1-2 % du génome) et celui de l'humain (5-6 % du génome). Ces duplications se produisent principalement dans les régions « péricentromériques » (autour du centromère). Plusieurs expansions récentes de familles de gènes majeurs pourraient être dues à ces duplications génomiques[5].
- Le cœur euthérien de ce génome (paires de bases correspondant orthologuement à celles trouvées chez la souris et l'espèce humaine) comprend environ un milliard de nucléotides (soit environ 40 % du génome euchromatique du rat). Il contient aussi la plupart des « exons » et des éléments régulateurs connus, soit 1-2 % du génome). Une partie de ce cœur semble être sous contrainte sélective chez les rongeurs et les primates ; elle constitue 5 à 6 % du génome du rat. Le reste du génome semble évoluer de façon neutre[5] ;
- Environ 30 % du génome du rat s'aligne sur le génome de la souris, et une part considérable de ces 30 % est constituée de répétitions propres aux rongeurs. Pour le reste (ce qui n'est pas aligné sur la souris), environ la moitié est constituée de répétitions spécifiques au rat [5].
- On observe plus d'occurrences de changements génomiques dans les lignées de rongeurs que dans celles de primates [5].
- Les taux locaux de microinsertions et de microdélétions, d'insertion d'éléments transposables sont fortement corrélés aux substitutions de nucléotides apparues depuis la divergence des rats et des souris (bien que ces événements se soient produits en plusieurs millions d'années et indépendamment chez les rats et les souris)[5].

### Base de données mondiale
Cette base, appelée « Rat Genome Database » (RGD) rassemble les informations sur la génétique et génomique du rat. Cette base a été fondée en 1995 par le United States National Institutes of Health et hébergée par le Medical College of Wisconsin (en).
De nouveaux outils ont été construits pour l'accompagner et la valoriser dont le GBrowse de Lincoln Stein, qui est une interface WEB open-source pour le genome project database,.

## Élevage et reproduction

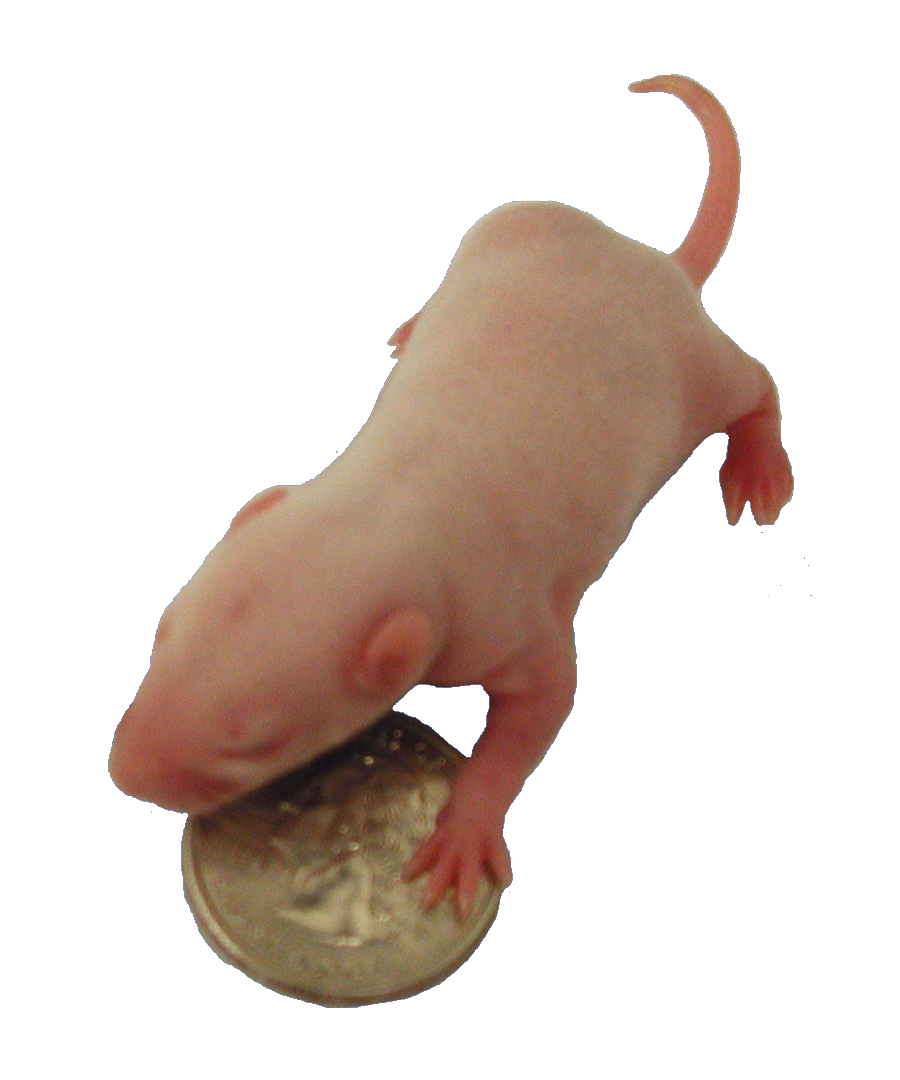
Chez ce jeune rat de laboratoire, encore nu et aveugle, le système neuronal de contrôle du sommeil est déjà en place, très semblable à celui de l'adulte/mais comme chez l’humain, il dort plus que l’adulte

Ce rongeur omnivore et opportuniste, facile à élever produit une descendance rapide, grâce à une gestation courte (environ trois semaines) et à une maturité sexuelle acquise dès 40 jours environ ; dans certaines conditions, une même femelle peut ainsi donner naissance à soixante petits par an, soit indirectement 1 000 descendants en un an[réf. nécessaire].

## Caractéristiques[réf.nécessaire]
Elles varient selon les souches que les éleveurs ont cherché à standardiser et stabiliser.
- Durée de vie : 2,5 à 3 ans ;
- Mode de vie : crépusculaire ;
- Régime alimentaire : omnivore à tendance granivore (opportuniste) ;
- Poids moyen adulte : 350 g en moyenne (250 à 500 g pour les femelles, 450 à 700 g pour les mâles) ;
- Taille à l'âge adulte : 25 cm en moyenne (20 à 28 centimètres à l'âge adulte sans compter la queue) ;
- Longueur de la queue: 13 à 15 centimètres.
- Comportement, intelligence : Cet animal grégaire[16] et sentient est capable d'apprendre et mémoriser (par exemple un chemin dans un labyrinthe[17]). C'est un animal social. Capable de distinguer certaines causes et de les associer à des effets (« raisonnement causal »[18],[19]), il adapte son comportement à son environnement pour échapper aux pièges ou activer des mécanismes, par exemple pour trouver des récompenses sous forme de nourriture. Il se montre capable d'empathie pour ses semblables[20], notamment en difficulté[21]. 
Ces caractéristiques en font un modèle intéressant pour l'éthologie ou l'étude de certains neurotoxiques, tout en soulevant une problématique éthique importante.

Ces rats domestiqués diffèrent significativement des rats sauvages, de plusieurs manières :
- Ils sont plus calmes, ils mordent moins et peuvent tolérer une plus grande promiscuité et un espace individuel plus restreint[réf. nécessaire] ;
- Ils se reproduisent plus tôt, et en produisant une descendance plus abondante[réf. nécessaire] ;
- Leurs cerveau, cœur, foie, reins, glandes surrénales sont plus petits[réf. nécessaire].

## Utilisations

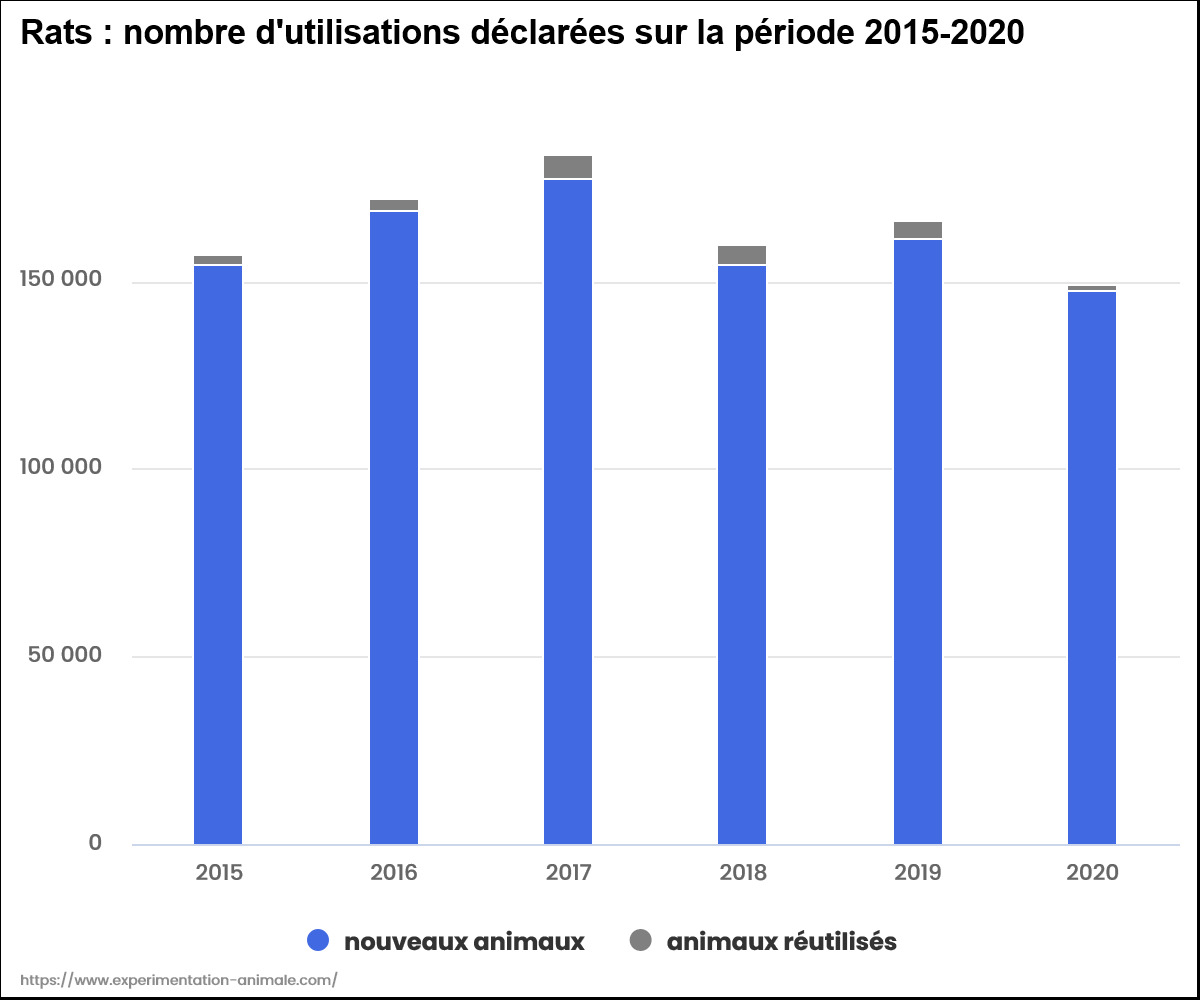
Nombre d'utilisations de rats par les laboratoires français

Au fil des ans, des rats ont été utilisés dans de nombreuses études expérimentales ajoutant à notre compréhension de l'évolution des mammifères (dont le rat) et permettant de faire des extrapolations sur la condition humaine. En effet de par leurs similitudes physiologiques avec l'Homme et le fait que tous les gènes connus pour être associés à des maladies chez ce dernier ont un équivalent chez le Rat (Selon le Rat Genome Sequencing project Consortium), celui-ci est un organisme modèle particulièrement adapté aux études sur les maladies génétiques. Mais ce n'est pas tout, en raison de leurs fortes sociabilités les rats de laboratoires sont aussi utilisés pour des études comportementales et neuro-toxicologiques comme les études sur les effets de l'addiction aux drogues (dont alcool, tabac et nicotine).
Enfin leurs caractéristiques zootechniques idéales en font des sujets adaptés pour les études sur les effets des médicaments ou d'autres substances ou environnements susceptibles d'affecter la santé ou d'intéresser la médecine ou la nutrition.

### Chiffres
Au total, depuis 2015, plus de cent cinquante mille rats sont utilisés chaque année dans les laboratoires français,. À l’échelle de l’Union européenne, environ un million de rats sont utilisés chaque année.

### Exemples d'utilisation

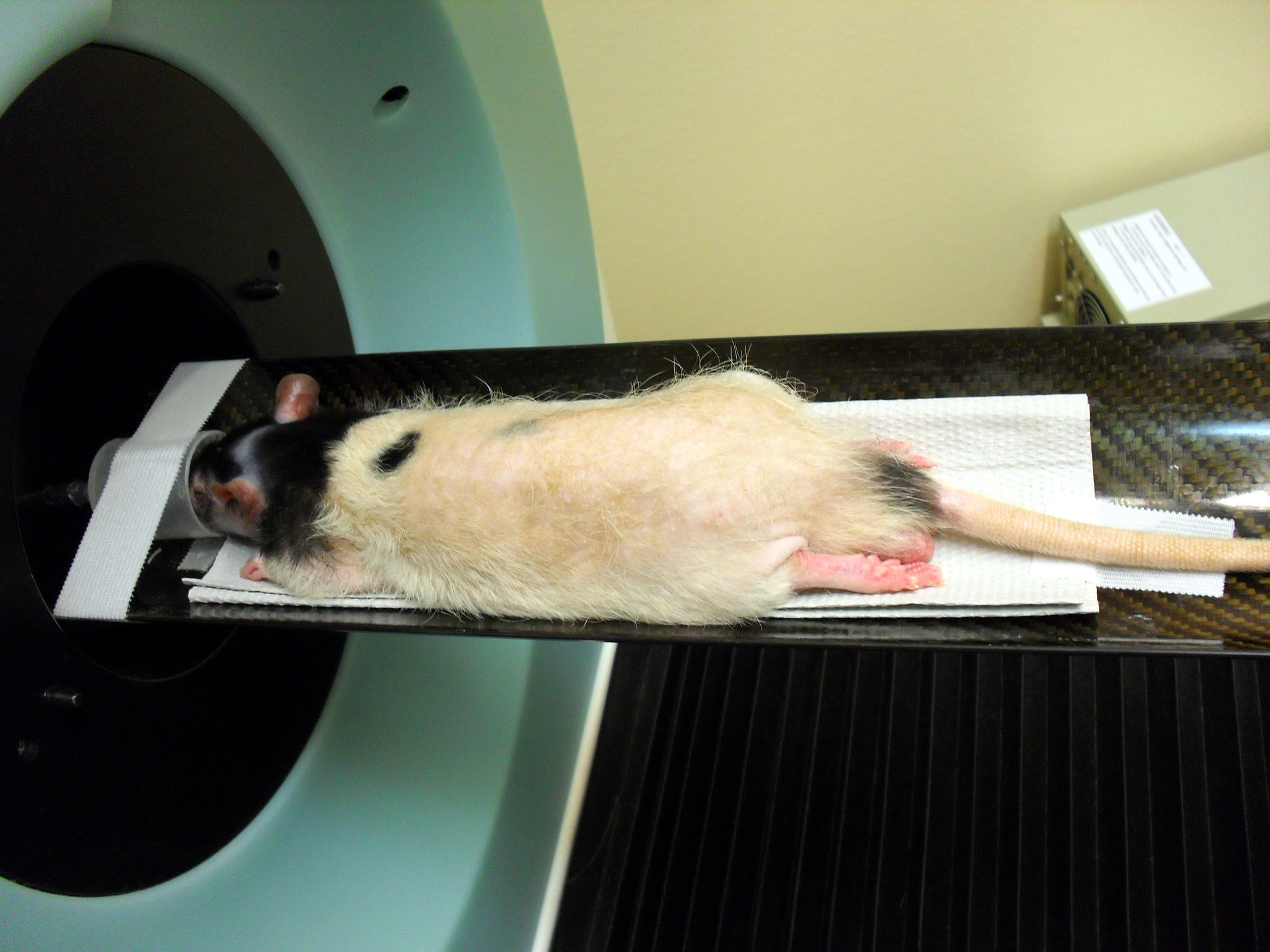
Un rat de laboratoire en situation d'examen (par tomographie par émission de positrons)

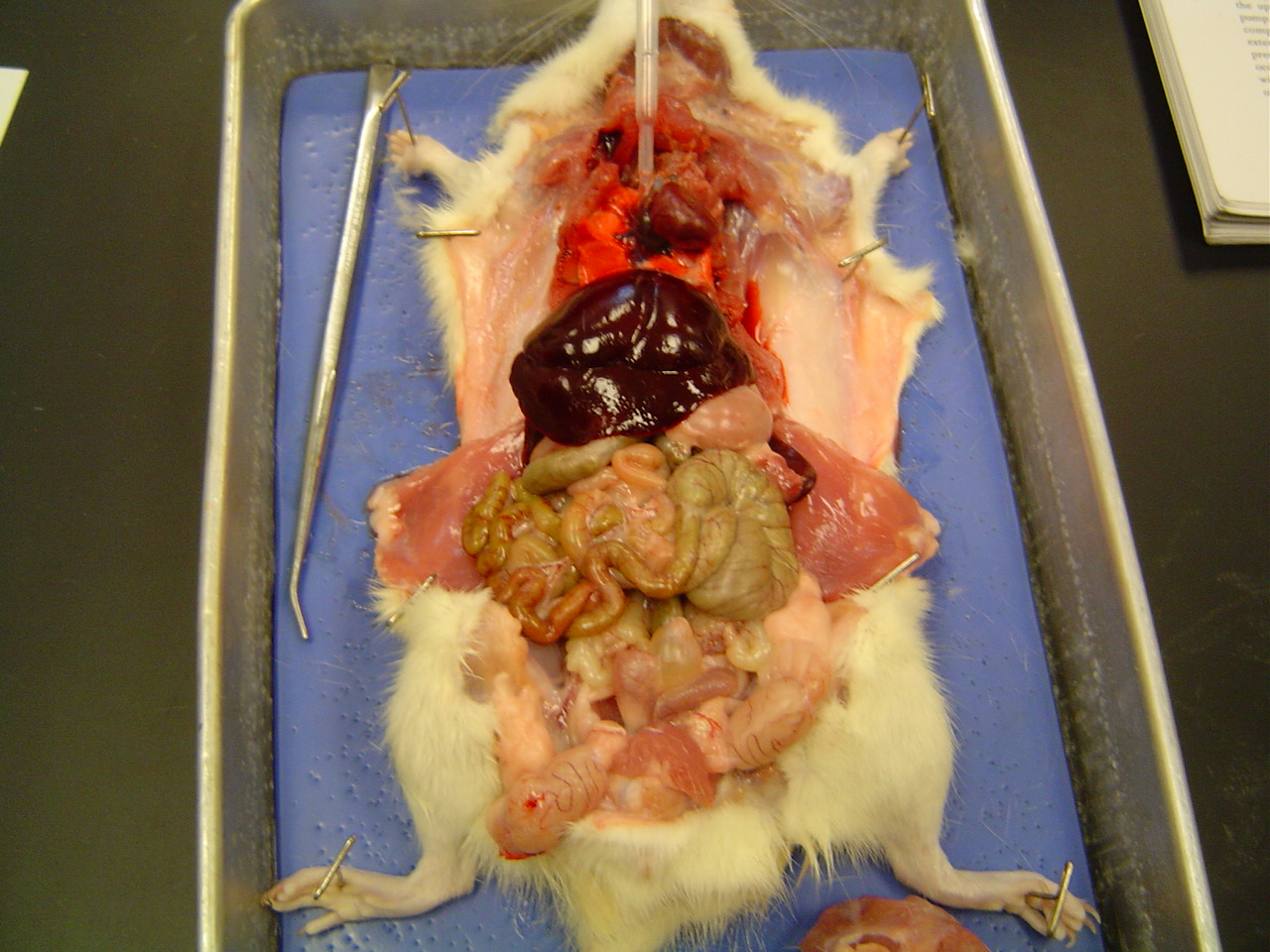
La dissection est encore utilisée pour observer, analyser ou peser les organes internes et les réseaux nerveux, lymphatiques, circulatoires, des parasitoses, etc.

Rien que dans le domaine de la médecine, les rats ont été très utilisés dans les domaines suivants :
- chirurgie, anesthésie, désinfection[26]…
- Greffes et transplantations de divers organes[27],[28],[29].
- diverses formes de diabète, d'obésité[30],[31] ;
- tumeurs, cancers[32],[33] ;
- certains troubles du comportement et physiologiques (ex-épilepsie[34]…) ;
- désordres psychiatriques tels que le syndrome de Gilles de La Tourette[35] ;
- Mal de l’espace[36],
- Certains mécanismes d'addiction, dont neurologiques[37]
- Maladies cardiovasculaires[38],[39]
- Hypertension[40] ;
- régénération de neurones[41],[42] ;
- blessure, ulcères[43],[44]fractures[45] ;
- médicaments et diverses thérapeutiques, par ex contre l'épilepsie[46] ou pour soigner des traumatismes du cerveau[47]
- toxicologie, pharmacotoxicologie[48],[49],[50],[51].
- parasitoses (ex : Malaria[52])

Les rats sont notamment utilisés comme substitut ou modèle pour :
- reproduire des maladies (cf. ci-dessus…) ;
- être résistant à certains pathogènes ou facteurs de stress, ou au contraire y être plus sensible[pas clair] ;
- tester la réaction d'un organe ou de tout l'organisme à un produit ou à un cocktail de produits, ou à un environnement particulier (par exemple en médecine aérospatiale[53]) ;
- Des rats de laboratoire se sont également révélés précieux dans les études sur la psychologie de l'apprentissage et d'autres processus mentaux.

La large utilisation de cette espèce pour la recherche scientifique est notamment traduite par l'abondante littérature à ce sujet (à peu près 50 % de plus que pour les souris de laboratoire en 2000).

## Réglementation
L’expérimentation animale fait l’objet de prescriptions européennes fournies par la directive 2010/63/UE transposée en droit français dans le code rural et dans cinq arrêtés émis le 1er février 2013, concernant l’origine des animaux, la formation du personnel, le fonctionnement des établissements, le processus d’autorisation des projets et l’utilisation des médicaments vétérinaires.
Des normes de base sont définies par la réglementation française et européenne par espèce. Ces normes fixent notamment des seuils minimum et maximum de température et d’hygrométrie pour les salles de détention.
Alors que la réglementation indique que les animaux « doivent disposer d'un espace suffisant présentant une complexité adéquate pour leur permettre d'exprimer un large répertoire de comportements normaux », les normes minimales concernant la taille des cages permettent de constater que deux à quatre rats adultes dans une cage un peu plus grande qu’une feuille A3 (1500 cm²).
Lorsque les projets de recherche le prévoient, les rats peuvent être détenus dans des cages individuelles. Dans ce cas, la réglementation prévoit que « la durée de l'isolement doit être limitée à la période minimale nécessaire et des contacts visuels, auditifs, olfactifs et/ou tactiles doivent être maintenus avec les autres animaux ». Aucune limite de durée n’est fixée par défaut.
D’autres prescriptions concernent le confinement des systèmes d'essais biologiques et des contrôles spécifiques, y compris pour les essais de médicaments vétérinaires.

## Histoire
- En 1828 aurait eu lieu la première expérience scientifique faite sur des rats (un groupe de rats mutants albinos)[64]. Elle portait sur les effets du jeûne[1]. Des individus de cette espèce furent ensuite de plus en plus utilisés pour diverses expériences, de même que des souris, des hamsters, des cochons d'inde, des lapins ou des singes[1] ;
- En 1856, une première colonie d'élevage à fins expérimentales est constituée[64], inaugurant quelques-unes des premières études sur la génétique de mammifères (par Crampe de 1877 à 1885, qui étudie l'héritabilité de certains caractères de couleurs[65]) ; les souris remplaceront les rats pour les études de génétique, mais les rats seront de plus en plus utilisés par les physiologistes, et nutritionnistes ;
- En 1880 des rats sont élevés en captivité aux États-Unis, d'abord pour un laboratoire de Chicago pour des études neurologiques ;
- En 1906, quelques rats issus de cette colonie sont transférés au Wistar Institute (en) de Philadelphie. Une partie de leur descendance formera la lignée wistar (en) encore très utilisée.

## Lignées, souches

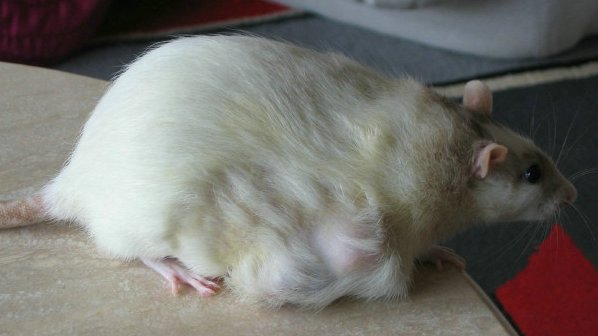
Un rat souffrant de tumeurs mammaires

Au moins 234 souches consanguines différentes de R. norvegicus ont été développées (par sélection et/ou mutation dirigée dans les élevages, par ou pour les laboratoires). Une seule de ces 234 souches peut comprendre plusieurs « sous-souches » présentant des caractéristiques et/ou des comportements différents.
Une souche est un groupe d'individus dont tous les membres sont génétiquement aussi proches que possible, ce qui implique une reproduction consanguine. Ces populations génétiquement homogènes sont utilisés pour des expériences sur le rôle des gènes, ou nécessitant d'exclure l'influence de variations génétiques. Inversement, des populations non consanguines sont utilisées quand un génotype identique ou réduit n'est pas utile ou nuirait à l'expérience (quand la diversité génétique est nécessaire). Les laboratoires parlent alors de « stocks » plutôt que de « souches »,.
Les lignées sont créées par sélection et reproduction consanguine, par des élevages spécialisés ou par les laboratoires, éventuellement à partir de mutations apparues par hasard, ou pour répondre à des demandes spécifiques ;
- Wistar[69]. De nombreuses lignées utilisées aujourd'hui proviennent de cette souche albinos « Wistar » créée par croisements consanguins à partir de l'espèce Rattus norvegicus dans le Wistar Institute (en) à partir de 1906 pour une utilisation en recherche biomédicale. Cette souche de rats a d'abord été développée pour produire un organisme modèle à un moment où les laboratoires utilisaient principalement des souris (Mus musculus). Plus de la moitié de toutes les souches actuelles de rats utilisés dans les laboratoires descendent d'une colonie initiale établie par le physiologiste Henry Donaldson, le scientifique et administrateur Milton J. Greenman, et la généticiennne/embryologiste Helen Dean King[70],[71]. Les rats Wistar ont une tête large, de longues oreilles, et une longueur de queue toujours inférieure à celle du corps. Ils sont plus actifs que les rats Sprague Dawley. C'est à partir de cette lignée qu'ont notamment été développées les souches de rats Sprague Dawley et Long-Evans ou encore les rats spontanément hypertendus et les rats Lewis, mais il en existe bien d'autres.
- Lewis ; Ces rats albinos tiennent leur nom de celui du Dr Lewis qui a développé leur lignée à partir de la lignée Wistar au début des années 1950. Ils sont dociles et peu féconds[72]. Comme cela est fréquent dans les nouvelles souches consanguines, ils expriment spontanément plusieurs pathologies : ils présentent une incidence élevée de tumeurs, qui causent une certaine réduction de leur durée moyenne de vie. Les plus courantes sont les adénomes de l'hypophyse et les adénomes et/ou adénocarcinomes du cortex surrénalien chez les deux sexes. Les femelles développent de fréquentes tumeurs des glandes mammaires et des carcinomes de l'endomètre. Les mâles développent plutôt des adénomes des cellules parafolliculaires (de la thyroïde) et des adénocarcinomes de la glande thyroïde ainsi que des tumeurs du système hématopoïétique. De plus, les rats Lewis sont enclins à la leucémie lymphoïde chronique spontané transplantable. Enfin, quand ils vieillissent ils développent parfois une sclérose glomérulaire spontanée[72]. 
Ils sont notamment utilisés par la recherche sur les transplantations, l'arthrite induite par inflammation, l'encéphalite allergique expérimentale, et un diabète induit par la STZ[72].
- Sprague-Dawley[pas clair] ; C'est l'une des espèces utilisée en laboratoire les mieux connues[73] et les plus utilisées au monde Le 9 novembre 2012, avec Sprague-Dawley comme mot clé, le moteur de recherche de pubMed, principal moteur de recherche de données bibliographiques en médecine et biologie, rapportait 239 852 résultats), et Google scholar, avec le même mot-clé en donnait 367 000. Sans doute à cause d'une mutation génétique qui reste à identifier, les individus de cette souche développent plus de tumeurs endocrines dites « spontanées » que ceux de toutes les autres souches communes de rats utilisés en laboratoire[74], peut être en raison d'une sensibilité particulière aux perturbateurs endocriniens. 
Après une étude russe ayant montré en 1976 d'importantes différences dans la propension aux tumeurs d'individus de différentes souches de rats de laboratoire[75], notamment chez les rats Sprague-Dawley âgés remarquait une étude japonaise de 1977[76] ayant observé 77 mâle et 73 femelles qui ont vécu de cinq mois à trois ans (60 % des mâles et 95 % des femelles ont développé des tumeurs, la différence selon le sexe étant essentiellement due aux tumeurs mammaires des femelles, très fréquentes[76]. 30 % des mâles et 66 % des femelles de cinq à trente-six mois ont développé une tumeur de l'hypophyse[76], alors que des tumeurs des îlots de Langerhans du pancréas et des tumeurs de la thyroïde apparaissent plus tardivement (incidence élevée chez les rats ayant vécu 2 à 3 ans[76]. Une leucémie myéloïde a touché certains jeunes, dès cinq mois d'âge[76]. Cette incidence élevée de cancers spontanés a été confirmée en 1972, par deux chercheurs américains dans un rapport sur les néoplasmes apparus (apparemment spontanément) chez des rats Sprague-Dawley fournis par six éleveurs commerciaux différents basés dans deux régions (Osborne-Mendel, and Oregon) et élevés dans sept laboratoires différents. Il s'agissait ici aussi de tumeurs endocrines (dont mammaires), avec des variations significatives de l'incidence de tumeurs de la glande médullosurrénale chez les rats provenant d'une même éleveur mais utilisés dans différents laboratoires. Tous les rats ayant développé des cancers des testicules (sauf un) venaient du même élevage (Oregon) ; Les tumeurs de la thyroïde et de l'hypophyse étaient plus fréquentes chez les femelles, alors que les tumeurs de la médullosurrénale et des cellules des îlots pancréatiques étaient plus fréquentes chez les mâles. Les tumeurs du cerveau étaient également plus fréquentes chez les mâles, et survenaient plus tôt chez eux. Les organes touchés et la différence entre sexe peut évoquer une sensibilité élevée de cette souche aux cancers dits hormonaux c'est-à-dire liés au système endocrinien (parmi les rats porteurs de tumeurs endocrines, 9 à 15 % présentaient des tumeurs sur deux ou plus de deux glandes endocrines). Constatant que l'incidence des tumeurs chez ces rats Sprague-Dawley provenant de différentes sources commerciales variaient autant entre eux qu'entre d'autres lignées différentes de rats de laboratoire, ces deux chercheurs ont appelé à la plus grande prudence dans l'évaluation des études de cancérogénicité menées dans des laboratoires différents ou sur des rats provenant de sources différentes[77].
Une autre étude en 1979 a confirmé cette vulnérabilité aux tumeurs endocrines[74] ; les auteurs ont comptabilisé 81 tumeurs chez 100 rats « Sprague-Dawley » (42 mâles et 39 femelles) qu'ils ont laissé vivre plus de deux ans. Ces tumeurs étaient surtout des carcinomes médullaires de la thyroïde, suivies de tumeurs de l'hypophyse antérieure, des phéochromocytomes et des adénomes corticaux de la glande surrénale, puis des tumeurs des cellules des îlots pancréatiques. Plusieurs tumeurs ont été fréquemment observées chez un même rat ; ceci a été en 2001 confirmé  au Japon[78], avec des lésions néoplasiques observées chez des rats « Sprague Dawley » dès l'âge de cinq semaines. Ils ont vécu de 89 à 105 semaines d'âge. 70 à 76,7 % des mâles et de 87 à 95,8 % des femelles ont développé des néoplasmes ; adénome hypophysaire et phéochromocytome surrénalien le plus souvent (chez les deux sexes), puis tumeur des testicules et/ou des cellules de Leydig chez les mâles, ou des tumeurs des glandes mammaires, adénome des Cellules parafolliculaires thyroïdiennes, ou encore polypes du stroma (Tissu conjonctif) de l'endomètre utérin chez les femelles. Ces rats ayant une propension à produire des tumeurs, ils sont souvent utilisés pour tester la cancérogénicité et/ou le caractère de perturbateur endocrinien de produits dont les effets nocifs ne s'exprimeraient probablement chez des individus d'autres espèces qu'après plusieurs décennies. Ces rats ont par exemple été utilisés pour étudier la régulation par le cerveau du métabolisme des graisses abdominales et subcutanées (démontrant qu'il diffère chez le mâle et la femelle)[79]. Ils ont aussi servi de support à l'étude de la biosécurité de bandages enrichi de nanoparticules de zinc[80] ; celle des aérosols de propylène glycol (fumée artificielle de spectacle)[81], et avant cela (2006) pour évaluer la cancérogénicité de l'Aspartame[82]. L'apparition de tumeurs chez cette espèce est à considérer comme indices que comme des preuves absolues, uniquement si anormalement précoces par rapport au lot-témoin (en raison de cette susceptibilité plus élevée à certaines tumeurs), tester (2012, sur dix rats femelles) l'efficacité de la stimulation électrique du sphincter anal ou du nerf pudental comme moyen de tester sa valeur comme modèle animal[83] et pour certains effets de la sphinctérotomie[84] ou de lutter contre l'incontinence fécale[85]. Ils ont aussi été utilisés comme modèle pour l'ostéoporose[86], les effets de la supplémentation en calcium sur les os (cf. ostéoporose) chez les femelles après ovariectomie[87], avec ou sans exercice physique[88].
- Fischer 344[89] ;
- BioBreeding (rats « BB », aussi appelés « Biobreeding Diabetes Prone » ou rats « BBDP ») ; c'est une souche consanguine dont les individus développent spontanément une maladie auto-immune de plus en plus fréquente chez l'espèce humaine : le diabète de type 1. Comme les souris NOD, les rats BB sont utilisés comme modèle animal pour l'étude du diabète de type 1 car cette souche récapitule de nombreuses caractéristiques de cette maladie chez l'humain. Ils ont aussi largement été utilisés dans la recherche de la pathogenèse de cette forme de diabète[90] ;
- Long-Evans ; cette souche non-consanguine[91] a été produite par les docteurs. Long et Evans (d'où son nom) durant la Première Guerre mondiale (en 1915) par le croisement de plusieurs femelles Wistar avec un mâle sauvage gris. Les rats Long Evans sont de couleur blanche avec une « cagoule noire », ou parfois blanc avec un « capuchon brun ». Ils sont utilisés comme organisme modèle polyvalent ; souvent dans les recherches sur le comportement et l'obésité ;

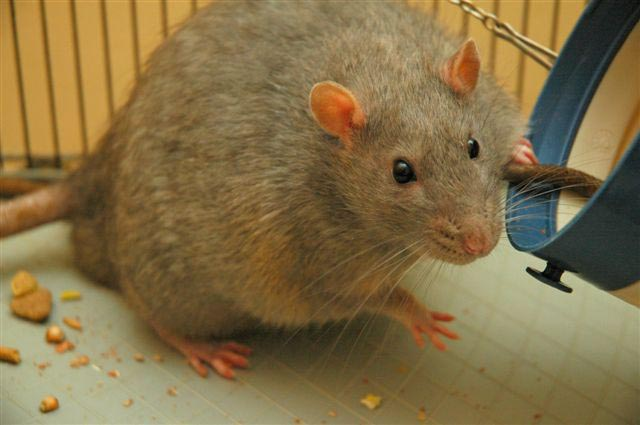
Un rat Zucker appartenant à une lignée diabétique, souche très utilisée pour étudier l'obésité

- Un rat Zucker appartenant à une lignée diabétique, souche très utilisée pour étudier l'obésitéRat Zucker ; Les rats Zucker sont principalement élevés pour la recherche génétique, et pour les travaux portant sur l'obésité et l'hypertension[92]. Ils sont ainsi nommés d'après Lois et Theodore F. Zucker, deux chercheurs pionniers dans l'étude de la génétique de l'obésité. Il existe deux types de rats Zucker : des rats Zucker maigres, désignés par le trait dominant (Fa/Fa) ou (Fa/fa) et des rat Zucker « obèses » caractéristiques (ou gras) qui peuvent peser jusqu'à 1 kg (plus de deux fois le poids normal d'un rat), en raison d'une mutation (fa/fa) du récepteur de la leptine[93],[94]. Les rats Zucker obèses sont tous touchés par une hyperlipidémie et une hypercholestérolémie sanguines et sont résistants à l'insuline, sans être hyperglycémiques. Leur obésité est à la fois due à une hypertrophie (taille) et une hyperplasie (nombre) des adipocytes (cellules graisseuses)[95]. 
L'obésité des rats Zucker est principalement liée à un défaut du système de satiété (on les dit hyperphages, c'est-à-dire ayant toujours faim), mais l'apport alimentaire n'explique pas entièrement l'hyperlipidémie ou la composition corporelle globale qui caractérise les individus de cette souche[93],[95] ;

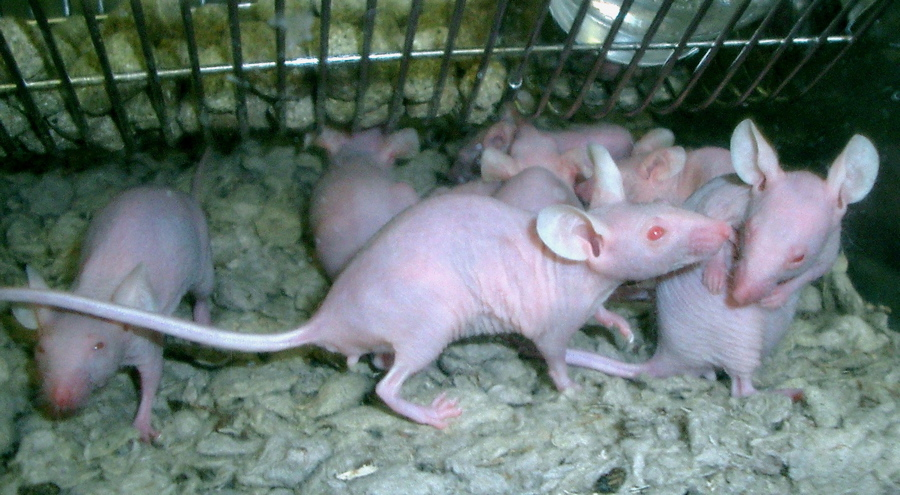
Rats « nus » de laboratoire

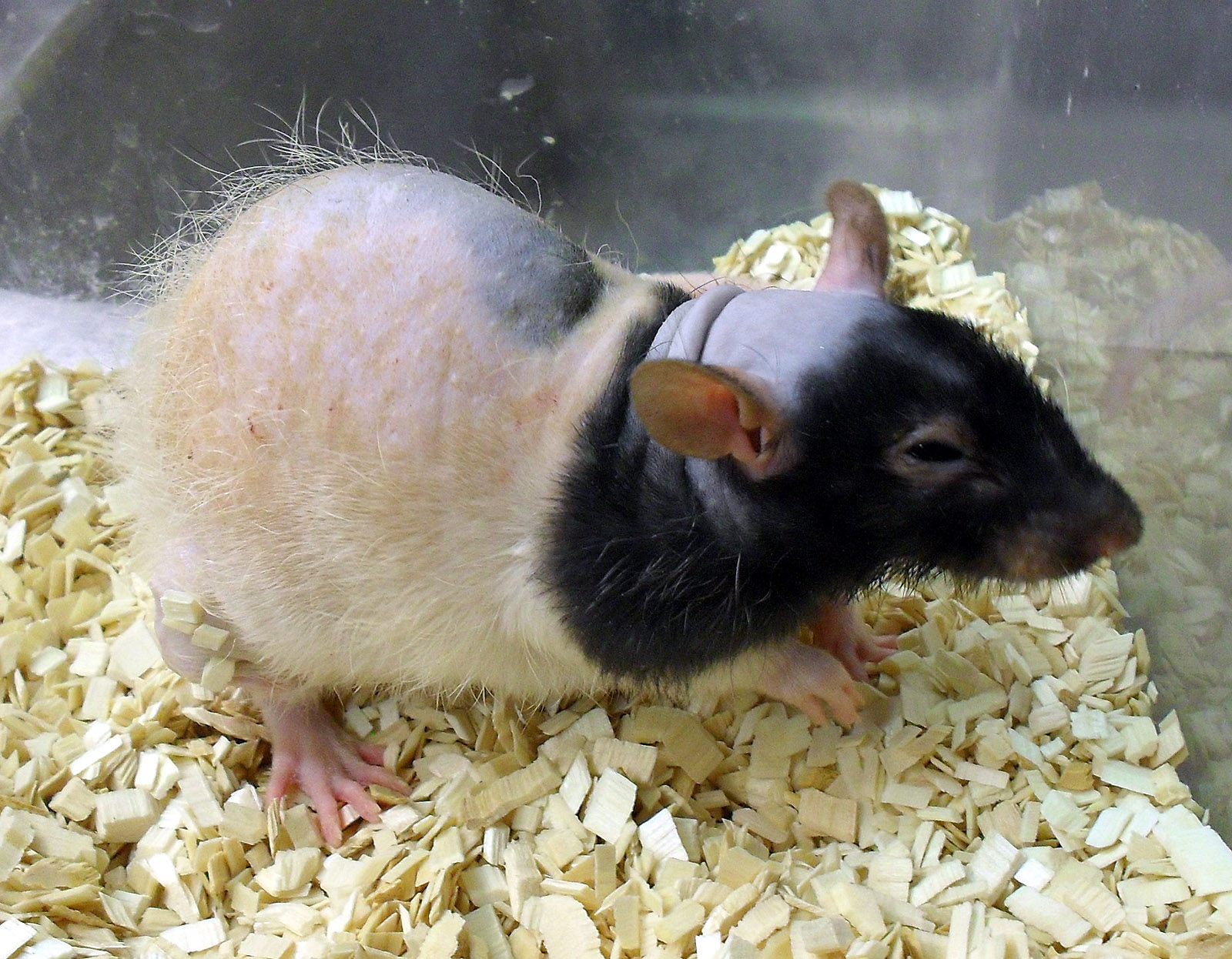
Un rat nu Rowett (Crl:NIH-Foxn1^{rnu}), Université de Heidelberg

- Rats « nus » de laboratoire Un rat nu Rowett (Crl:NIH-Foxn1rnu), Université de HeidelbergHairless rats (rats dits « nus », « glabres » ou « chauves ») ; ces rats sont fournis aux laboratoires comme modèles pour le travail sur le système immunitaire et les maladies génétiques rénales. On estime qu'il y a plus de vingt-cinq gènes en cause (allèle récessif dans l'absence de poils et fourrure chez cette souche de rat de laboratoire)[96].
Les sous-souches les plus fréquentes sont dites  rnu (Rowett nude), fz (fuzzy), and shn (shorn). La souche Rowett nude (rnu) a été sélectionnée en 1953 en Écosse. Elle est caractérisée par une mutation causant une absence de thymus, qui compromet gravement le système immunitaire des rats qui en sont affectés, chez lesquels les infections des voies respiratoires et des yeux augmentent de manière spectaculaire (ils sont plus sensibles à la plupart des infections)[97]. 
Les rats Fuzzy  (fz/fz) représentent une souche qui a été sélectionnée en 1976 par un laboratoire de Pennsylvanie pour une déficience rénale qui est leur principale cause de mortalité, à cause d'un syndrome d'insuffisance rénale progressive qui commence vers l'âge d'un an[98]. Les rats Shorn (en) ont été sélectionnés à partir de rats Sprague Dawley affectés d'une mutation causant une hypotrichose (absence de poils), par un laboratoire du Connecticut en 1998[99]. Ces rats sont également affectés d'une déficience rénale sévère ;
- Royal College of Surgeons rat (ou rats « RCS ») ; « mis au point » par le Collège royal des chirurgiens, les individus de cette souche forment le premier modèle animal et le premier animal connu affecté d'une dégénérescence rétinienne héréditaire. La cause génétique de cette déficience a été identifiée en 2000 ; il s'agit d'une mutation du gène MERTK induisant une phagocytose défectueuse dans l'épithélium pigmentaire rétinien des segments externes des photorécepteurs[100] ;
- Rat Kawasaki ; les Shaking rat Kawasaki (ou SRK) forment une souche mutante autosomique récessive décrite en 1988[101] caractérisé par une courte délétion dans le gène RELN[102] ; ce qui est cause d'une production insuffisante de la protéine Reelin, essentielle pour le développement du cortex cérébral et du cervelet. Leur phénotype peut être comparé à celui des souris reeler[101] ;
- Rat Gunn : rat qui souffre d'une carence en glucuronyltransférase, provoquant des lésions cérébrales semblables au syndrome de Crigler-Najjar[103].

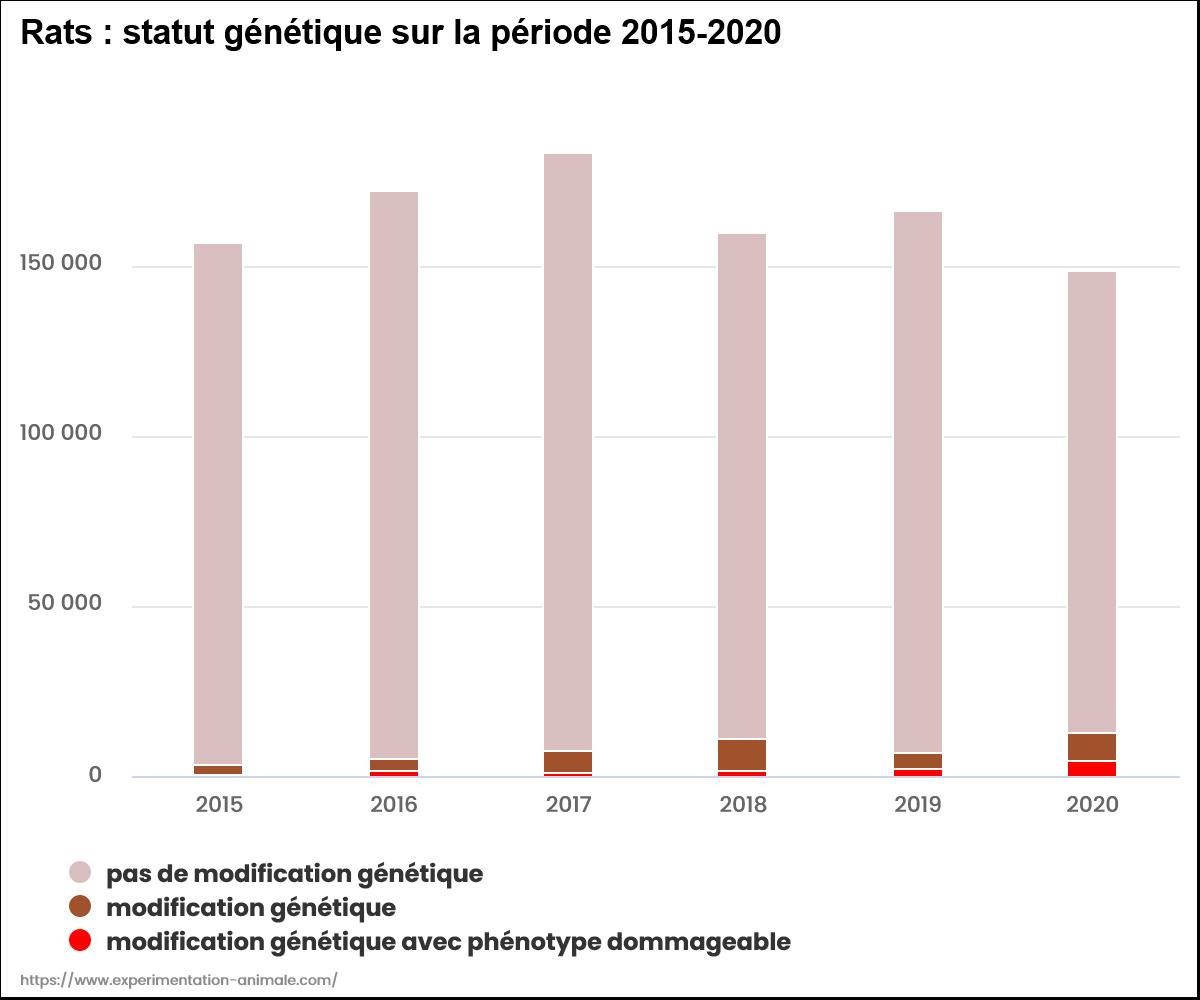
Nombre d'utilisation de rats génétiquement modifiés en expérimentation animale en France sur la période 2015-2020

### Souches transgéniques
Les rats sont moins fréquemment génétiquement modifiés que les souris dans les laboratoires, car les techniques de transgenèse efficaces chez les souris, le sont moins chez les rats, ce qui a gêné certains chercheurs, d'une part parce qu'ils considèrent que pour de nombreux aspects du comportement et de la physiologie, les rats sont plus proches de l'humain que ne le sont les souris, et d'autre part parce qu'ils souhaitaient pourvoir travailler sur des gènes humains, qui ne sont disponibles que transférés à des souris ;[pas clair]

### Rats «knock-out»
Parmi les rats mutants créés ou élevés par ou pour des laboratoires, les rats « knock-out » (ou « knockout ») sont des cas particuliers. Ce sont des rats chez lesquels un ou plusieurs gènes ont été désactivés (au moyen du génie génétique), pour causer l'équivalent de maladies ou malformations connues chez l'humain ou d'autres animaux. Cette déficience se transmet de génération en génération, quand la reproduction de l'animal est possible. La recherche académique et pharmaceutique utilisent ces rats knock-out pour l'étude du développement, certaines maladies et la génomique fonctionnelle (l'étude des fonctions de certains gènes ou de groupes de gènes), ou encore pour tester certains médicaments, notamment destinés à traiter des maladies génétiques.[réf. nécessaire]
Les rats knock-out sont restés rares jusqu'à la fin des années 2000-2010, et bien moins nombreux que les souris knock-out, parce que l'élevage de lignées stables de rats knock-out est longtemps resté non rentable car techniquement très difficile (jusqu'en 2008,,,).
Dans les années 2000, des progrès dans la maitrise des agents mutagènes (ex. : N-éthyl-N-nitrosourea (ou ENU) chez le rat sprague Dawley), de techniques de mutagenèse dirigée, des cellules-souches pluripotentes chez le rat ont facilité la production de lignées transgéniques knock-out de rats.
En France, une unité de l'Inserm produit des rats transgéniques depuis 1996, avec un minimum de trois « fondateurs » pour chaque « construction génétique nouvelle » par microinjection,. Elle a notamment produit des rats Sprague-Dawley knock-out, avec les techniques « Zinc-Finger nucleases » (ZFN) ou « TALE nucleases » ; en conformité avec les lignes directrices pour l'expérimentation animale des services vétérinaires français[pas clair].
Des rats-modèles knock-out sont utilisés par exemple pour étudier les mécanismes de la maladie de Parkinson, la maladie d'Alzheimer, l'hypertension et le diabète ou divers autres sujets dont le « SRAA » (Système rénine-angiotensine-aldostérone) ; la cascade de régulation endocrinienne et enzymatique qui entretient l'homéostasie hydrosodée du rein (l'équilibre entre les ions Na+ et l'eau),, du rôle du système sérotonergique dans le système nerveux ou la douleur.

### Rats clonés
Disposer d'individus les plus proches possible intéresse certains chercheurs.
Des groupes de rats clonés (1er clonage réussi en octobre 2003 par transfert du noyau d'une cellule somatique adulte dans un ovocyte énucléé) devaient permettent de multiplier les études génomiques ou les études de mutagénicité de produits suspectés d'être des génotoxines.[réf. nécessaire][Quand ?]
Maintenant qu'une grande partie du génome de Rattus norvegicus a été séquencé, de nouvelles possibilités sont ouvertes à la recherche.[Lesquelles ?][réf. nécessaire]

### Risques
Pour éviter la contamination environnementale ou le déséquilibre des écosystèmes, la libération volontaire, accidentelle ou la fuite dans la nature d'animaux issus de certaines souches génétiquement modifiées, ou porteuses de pathogènes dangereux doivent être évitées. Les individus concernés sont donc systématiquement tués après leur utilisation par les laboratoires.
L'élevage, le transport et la destruction des cadavres doivent faire l'objet de précautions particulières qui relèvent tantôt des bonnes pratiques tantôt de la législation (qui peut varier selon les pays).

## Procédures standardisées

Dispositif destiné à tester la capacité du rat a mémoriser la position d’une plate forme immergée, et à s’orienter vers elle alors que les points de repère ou que le point d’insertion du rat changent

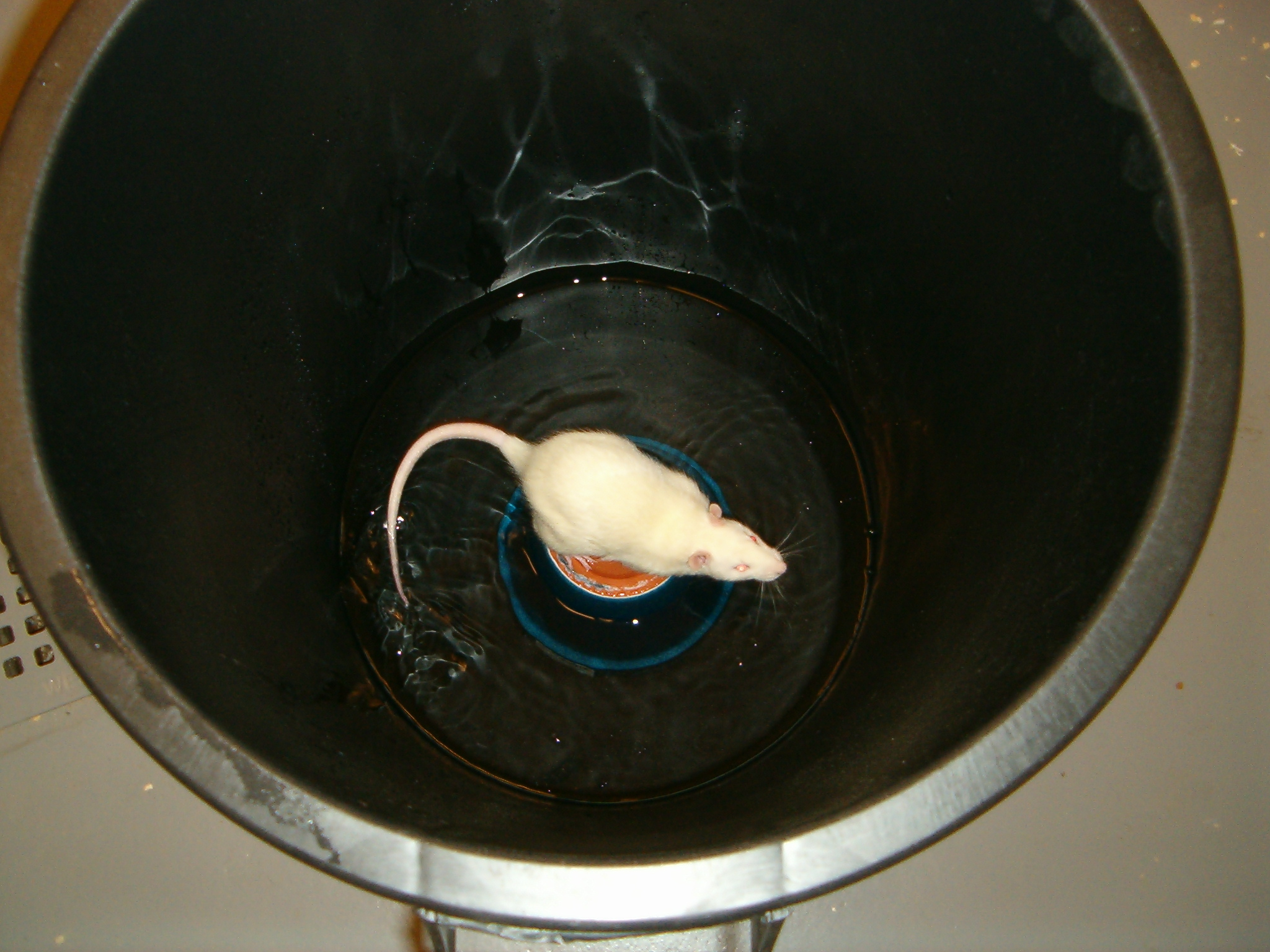
Ce rat est privé de sommeil paradoxal par un chercheur qui le maintient sur une plate-forme trop petite pour qu'il puisse profondément s'endormir (technique « du pot de fleurs »). L'eau n'est pas profonde, mais suffit à le réveiller s'il y tombe

Dans l’intérêt de la validité scientifique, les expériences doivent être les plus reproductibles possibles, dans un environnement contrôlé. Des guides de bonnes pratiques existent pour favoriser ces aspects[réf. nécessaire].
Parmi les procédures plus ou moins standardisées lors des expériences figurent
- les mises en quarantaine et la préparation des animaux ;
- la manipulation des animaux ;
- l'alimentation, la boisson ;
- le chauffage, l'éclairage des cages (cycle 12 heures de lumière/12 heures d'obscurité, qui interdit la reproduction des cycles saisonniers, mais permet la comparabilité des études). Lors d'études sur les effets de la privation de lumière ou de l'éclairage artificiel nocturne, on peut au contraire modifier ce cycle, d'une manière qui doit être précisément décrite dans les études[réf. nécessaire] ;
- les soins et diverses procédures répétitives et classiques tendent à être de plus en plus standardisées pour permettre une meilleure comparabilité, quand cela est compatible avec le protocole de l'expérience[pas clair] ;
- les biopsies, nécropsies ;
- les prises de sang ou prélèvement d'échantillons d'autres fluides corporels ;
- les injections (les voies d'administration par injections chez les rats utilisés en laboratoire sont principalement sous-cutanées, intrapéritonéales, intraveineuses et intramusculaires[123]).
- la mise à mort qui doit se faire sans souffrance ou stress supplémentaires ou inutiles dans la mesure du possible (la réglementation prévoit la possibilité de tuer les rongeurs par surdose d’anesthésique, gazage au dioxyde de carbone ou avec un gaz inerte, dislocation cervicale, percussion de la boite crânienne, ou décapitation, selon les cas[58]).

L'OCDE publie des « Documents de consensus pour les travaux sur la sécurité des nouveaux aliments » comprenant des bonnes pratiques de laboratoire (BPL)

### Alimentation
Elle doit être contrôlée (comme l'eau et l'environnement), de manière à ne pas produire de biais dans les expériences. Selon une étude menée par les Laboratoires Harlan, l'alimentation doit respecter les taux de 14 % de protéines pour 4 % de lipides, pour un rat adulte en bonne santé. La dose quotidienne, donnée à heure fixe, est de 20 grammes environ de nourriture par jour par rat, ceci variant évidemment selon la taille, l'âge et l'activité du rat.
Certaines procédures expérimentales impliquent de conditionner les rats en les privant partiellement de nourriture et/ou de boisson afin que la perspective d’un morceau de nourriture ou de quelques gouttes d’eau les motive à faire ce qui est attendu d’eux. Ainsi en 2022, pour étudier les mouvements de tête des rats à l’écoute de musiques pulsées, une équipe japonaise a privé les rats d’eau afin que ceux-ci se mettent sur les pattes arrière dans la cage d’observation, le biberon étant maintenu au-dessus de la cage,.

## Controverses sur l'utilisation des rats en expérimentation

### Questionnement sur la transposabilité des résultats
Il a parfois été reproché aux rats (et aux autres espèces non humaines) d'être trop éloignés de l'humain pour un certain nombre de recherches qui veulent les utiliser comme modèles de maladies ou de fonctionnements biologiques. Ray Greek et Niall Shanks ont ainsi produit une liste d’utilisations des animaux valides d’un point de vue scientifique, excluant toutes les utilisations en guise de modèle.
Concernant les expériences relatives au cerveau et à la psychologie animale, il faut tenir compte du fait que les rats possèdent normalement une hiérarchie et des mœurs complexes, atténuées chez les rats utilisés en laboratoire, et qu'ils peuvent développer des comportements non-naturels ou déviants quand ils sont séparés très tôt de leur mère, de leur fratrie ou d'un groupe plus élargi (sevrage social ou psychologique qui ne devrait pas se faire avant six mois).[réf. nécessaire]

### Éthique
Des questions morales, éthique et de bioéthique se posent également aux chercheurs et à la société quant aux stress et souffrances plus ou moins importantes infligées aux rats lors de certaines expériences – de même concernant la production d'animaux génétiquement « modifiés » pour inévitablement développer de pathologies graves (dont cancers ou tumeurs) ou pour les animaux intégrant des gènes humains.
Il existe un consensus parmi les spécialistes de philosophie morale, de philosophie politique et d’éthique animale pour dire que l’espèce n’est pas un critère pertinent pour décider si un individu a droit à une considération morale. Ce consensus a été exprimé en 2022 par plusieurs centaines de spécialistes dans la Déclaration de Montréal sur l’exploitation animale. Pour ces spécialistes, le critère d’intérêt est la sentience, c’est-à-dire la capacité à « ressentir du plaisir, de la douleur et des émotions ». Dans cette perspective, tout individu sentient doit voir ses intérêts pris en compte lors des délibérations morales sans que son espèce serve à pondérer le poids accordé à ces intérêts.
Comme le dit François Jaquet (spécialiste d’éthique animale et de méta-éthique) en 2022, la posture actuelle est irrationnelle puisqu’elle invoque des principes déontologistes pour protéger les personnes humaines impliquées dans des recherches tout en s’appuyant sur une éthique utilitariste pour l’utilisation des autres espèces. Une éthique rationnelle consisterait au contraire à appliquer les mêmes principes (qu’ils soient déontologistes ou conséquentialistes) à l’ensemble des individus sentients, quelle que soit leur espèce – ce qui aurait pour conséquence la suppression de la totalité des expérimentations animales pratiquées de nos jours.

### «Réhabilitation»
La réhabilitation des rats et autres animaux utilisés dans les laboratoires, rendue possible par le biais d'associations comme le GRAAL ou White Rabbit, est encore peu utilisée et peu connue du grand public, et ne peut concerner qu’une infime portion des animaux utilisés dans les laboratoires, la plupart d’entre eux étant tués par suite des expériences. La réhabilitation est basée sur le volontariat des chercheurs qui souhaitent permettre une alternative à la mise à mort des animaux.